# Moscháto
Pour la station de métro, voir Moscháto (métro d'Athènes).
Moscháto (grec moderne : Μοσχάτο) est une ancienne municipalité de Grèce ayant 25 441 habitants en 2011.